# 土耳其广播电视公司国际频道
土耳其廣播電視公司國際頻道（土耳其語：TRT World）是土耳其广播电视公司一条24小时播放的英语国际新闻频道，于2015年5月18日试播以及在6月30日正式开播，並通过卫星电视、有线电视和网络电视向全球播出。这条频道的总部位于土耳其伊斯坦布尔，並在美国华盛顿、英国伦敦以及新加坡设有演播室。